# ユーウェイン

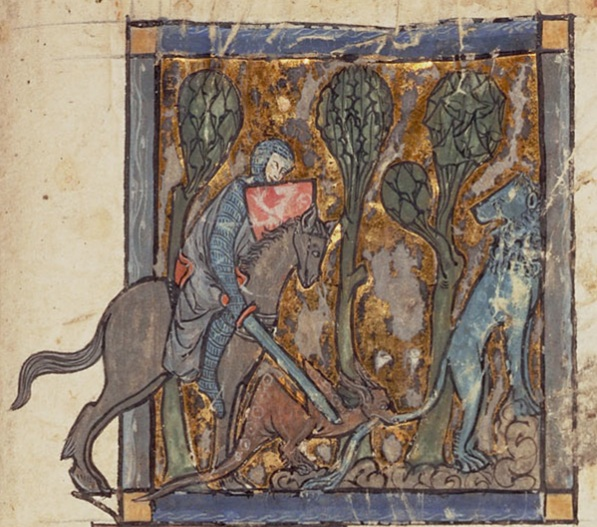
獅子を助けるユーウェイン卿

ユーウェイン卿（Sir Ywain、またはUwain）はアーサー王伝説に登場する円卓の騎士。発音については、イウェイン、オワイン（Owain）、イーヴァン（Yvain）、イヴァン、（Ewain）などを採用しているものもある。

## モデルとなった人物
モデルとなった歴史上の人物であるユーウェイン (Owain)は、アーサー王より前の時代に生きた人物であり、ウリエンス (Uriens) 王の息子で、6世紀末にイングランド軍を破ったとされている。

## アーサー王伝説
アーサー王伝説においては、ウリエンス王と、モーガン・ル・フェイの子とされることが一般的。アーサー王にとっては、甥にあたる。もとの起源はケルト系であり、かなり古い部類に属する。
また、兄弟に同名のユーウェイン（私生児ユーウェイン。Ywain the Bastard）がいるため、彼と混同されることもある。

## 獅子を連れた騎士
よく知られたものにクレティアン・ド・トロワの書いた詩物語がある。このテキストにおいては、ユーウェイン卿はある決闘で騎士を一人殺してしまう。ここで、ユーウェイン卿は自身が殺害した騎士の妻・ロディーヌ (Laudine（英語版）) に恋をしてしまう。ロディーヌにとってみれば、ユーウェイン卿は亡き夫の仇なので当然のことだが、ユーウェイン卿の愛を受け入れられるものではない。そこで、この物語の見せ場の一つであるが、ロディーヌの妹、リュネット (Lunete（英語版）) による巧妙な説得により、ユーウェイン卿はロディーヌとの結婚に成功する。
しばらくは、ユーウェイン卿は安楽な結婚生活を送っていたのだが、従兄弟のガウェイン卿の説得により、再び冒険の旅に出発することを決意する。このさい、ユーウェイン卿はロディーヌに「必ず一年以内に帰る」と約束するが、結局、ユーウェインは約束を守ることができなかった。激怒したロディーヌはユーウェイン卿を拒否するので、悲嘆にくれたユーウェイン卿はあてのない旅に出ることになる。
旅の途中、ユーウェイン卿は大蛇（龍とも）と戦っている獅子を発見する。ユーウェイン卿は獅子に加勢するのだが、これに恩義を感じた獅子は、ユーウェイン卿と行動を共にするようになる。以降、ユーウェイン卿は「獅子の騎士」あるいは「獅子を連れた騎士」と呼ばれるようになる。こののち、しばらく各地を旅したユーウェイン卿は、ふたたびリュネットの話術によりロディーヌの怒りをといてもらい、妻であるロディーヌとともに生活していくことになる。

## 注・出典
1. ↑  イヴァンまたは獅子の騎士

## 関連書籍
- 渡邉浩司 『クレチアン・ド・トロワ研究序説』（中央大学出版局、2002年）第II部第4章「『イヴァン』の構造と状況のイロニー」 ISBN 978-4805751480
- 渡邉浩司 『土用の神話とイヴァンの狂気』 広島大学フランス文学研究 第24号（2005年12月）、p.544-559 PDF。
- 中野節子 『マビノギオン―中世ウェールズ幻想物語集』 JULA出版局、2000年。ISBN 978-4882841937。